# علی میرزایی (وزنه‌بردار)
علی میرزایی (زادهٔ ۸ بهمن ۱۳۰۷ – درگذشتهٔ ۲۸ تیر ۱۳۹۹) وزنه‌بردار اهل ایران بود که در بازی‌های المپیک تابستانی ۱۹۵۲ در هلسینکی برندهٔ مدال برنز شد.
او همچنین در بازی‌های آسیایی ۱۹۵۱ در هندوستان نیز مدال نقره گرفت و یک‌بار هم رکورد حرکت دوضرب جهان را بهبود بخشید. وی در روز ۲۸ تیر ۱۳۹۹ به علت بیماری و کهولت سن در سن ۹۱ سالگی درگذشت.